# بسامد بسیاربالا
VHF یا فرکانس خیلی بالا (به انگلیسی: Very High Frequency)، نماد اتحادیه بین‌المللی مخابرات، برای امواج الکترومغناطیسی با فرکانس رادیویی بین ۳۰ تا ۳۰۰ مگاهرتز می‌باشد، که دارای طول موج متناظری از ۱۰ متر تا ۱ متر هستند. به فرکانس‌های زیر VHF نماد HF و به فرکانس‌های بالای آن نماد UHF داده شده‌است.
کاربردهای معمول امواج رادیویی در باند VHF عبارتند از: پخش صوتی دیجیتال (DAB) و رادیو FM، پخش تلویزیونی، سیستم‌های رادیویی سیار زمینی دو طرفه (اورژانس، تجاری، استفاده شخصی و نظامی)، ارتباطات داده‌ای برد بلند تا چند ده کیلومتر با مودم‌های رادیویی، رادیو آماتور و ارتباطات دریایی. سیستم‌های ارتباطی کنترل ترافیک هوایی و سیستم‌های ناوبری هوایی (به عنوان مثال VOR & ILS) در فواصل ۱۰۰ کیلومتری یا بیشتر با هواپیماهایی که در ارتفاع کروز هستند.

## خصوصیات انتشار

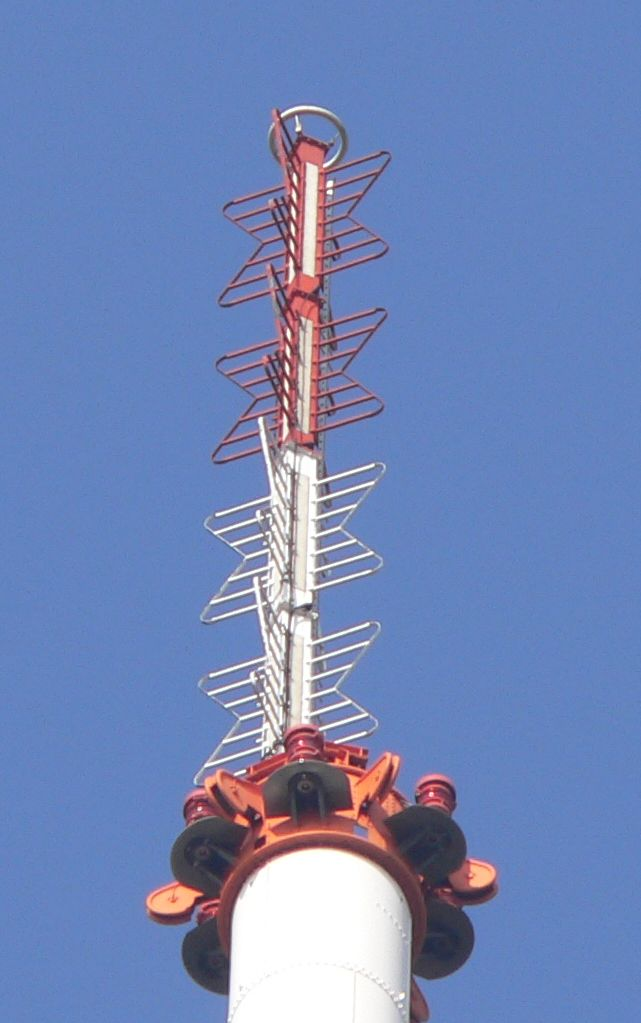
آنتن پخش تلویزیونی VHF.

امواج رادیویی در باند VHF عمدتاً توسط مسیرهای خط-دید و زمین-گسیل انتشار می‌یابند. برخلاف باند HF، در فرکانس‌های پایین تنها مقدار کمی بازتاب از یونوسفر وجود دارد (انتشار امواج آسمانی). آنها برخلاف موج‌های زمینی، کانتور زمین را دنبال نمی‌کنند و در نتیجه توسط تپه‌ها و کوه‌ها مسدود می‌شوند، هرچند آنها به‌طور ضعیفی توسط اتمسفر منعکس (خم) می‌شوند و می‌توانند مقدار کمی بیشتر از افق قابل دید و تا حدود ۱۶۰ کیلومتری سیر کنند. این امواج می‌توانند از دیوارهای ساختمان‌ها نفوذ کرده و در داخل خانه دریافت شوند، اگرچه در مناطق شهری بازتاب ساختمان‌ها باعث انتشار چند مسیری می‌شود که می‌تواند در دریافت تلویزیونی تداخل ایجاد کند. در این باندهای فرکانس نویز رادیویی اتمسفریک و تداخل (RFI) ناشی از تجهیزات الکتریکی نسبت به فرکانس‌های پایین تر، مشکل کمتری ایجاد می‌کند. باند VHF اولین باندی است که در آنتن‌های فرستنده کارآمد به اندازه کافی کوچک هستند که می‌توان آنها را روی وسایل نقلیه و دستگاه‌های قابل حمل نصب کرد. به همین دلیل از این باند برای سیستم‌های رادیویی قابل حمل زمینی دو طرفه مانند واکی-تاکی‌ها و ارتباطات رادیویی دو طرفه در هواپیماها (Airband) و کشتی‌ها (رادیوی دریایی) استفاده می‌شود. گاهی، در شرایط مناسب، امواج VHF به دلیل شکست توسط شیب‌های دما در جو، می‌توانند مسیرهای طولانی را با کانال زنی تروپوسفریک طی کنند.